# Virrey de Liangguang
El virrey de Liangguang o virrey de los Dos Guang, conocido en chino como el gobernador general, comandante e intendente, supervisor de Puertos y Canales, e inspector general de las Dos Llanuras y Zonas Circundantes, era uno de los ocho virreyes regionales de China durante las dinastías Ming y Qing. El cargo se creó en 1452 y se extinguió en 1905. Los dos Guang se refiere a las provincias de Guangdong y de Guangxi. Las áreas bajo la jurisdicción del virrey incluyen las actuales provincias de Guangdong y Guangxi, así como la actual provincia de Hainan. 
A veces se traduce el título como gobernador general de Cantón o gobernador de Cantón. Esta traducción es un calco del término británico governor-general, que se aplica en inglés a los representantes del monarca británico en los países de la Mancomunidad de Naciones. La traducción en este caso es desafortunada: el gobernador provincial de Cantón era otro funcionario imperial chino, encargado de supervisar la ciudad de Cantón y zonas colindantes, y que estaba a las órdenes del virrey de Liangguang. El gobernador provincial de Guangxi también era un subalterno del virrey de Liangguang. El virrey de Liangguang no residía necesariamente en la ciudad de Cantón: durante buena parte de la existencia del cargo, el virrey residió en Wuzhou (en la actualidad en Guangxi), en Lianzhou, o en Zhaoqing (cercana a Cantón). Cuando el yamen (oficina) del virrey de Liangguang fue finalmente trasladado a Cantón, estuvo situado cerca del río, mientras que el del gobernador de Cantón estaba en las zonas altas de Cantón.

## Historia

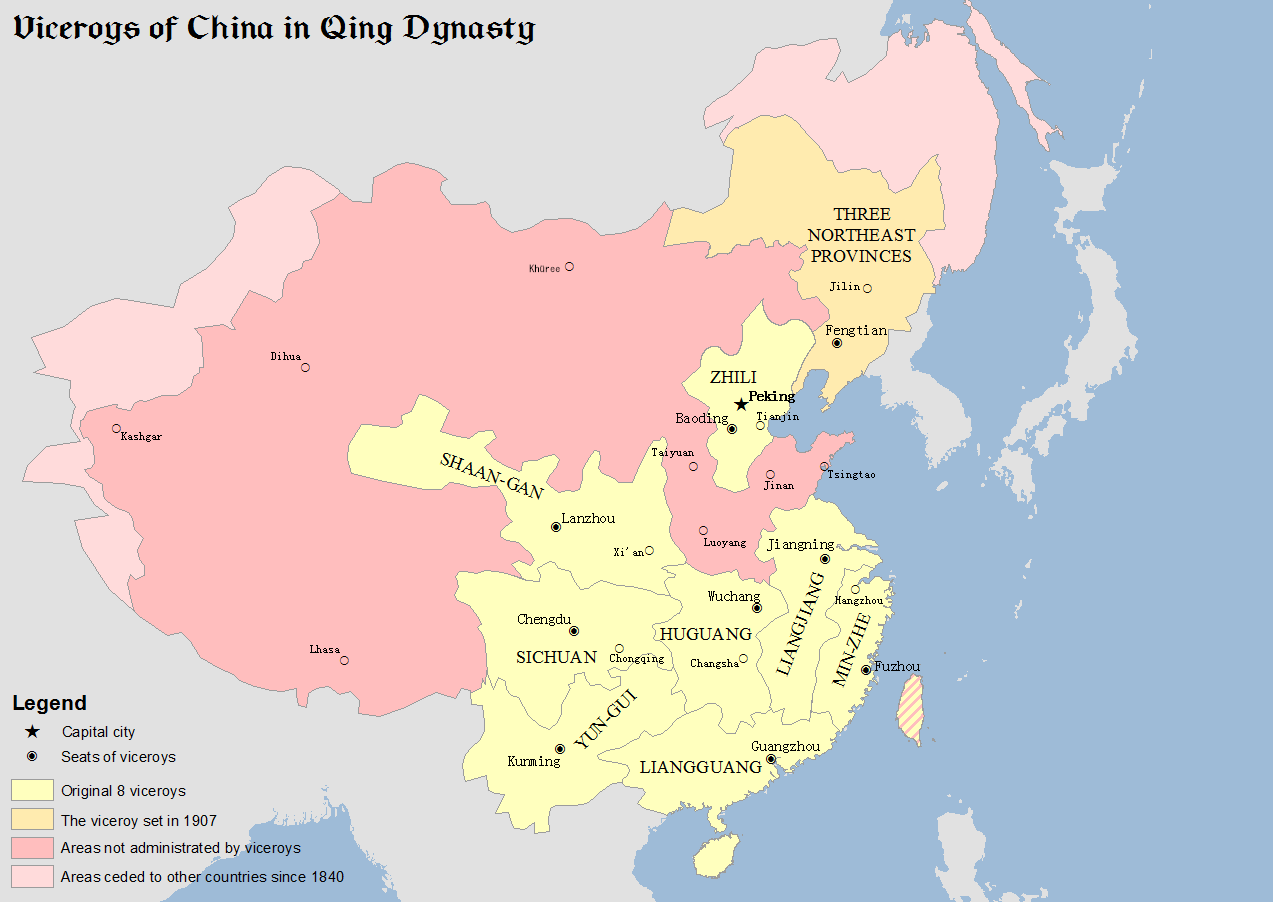
Mapa de las provincias de China durante la dinastía Qing.

### Dinastía Ming
El cargo de virrey de Liangguang se creó en 1452. El emperador Jingtai aceptó la propuesta de Yu Qian de crear la provincia de Liangguang, y nombró a Wang Ao (王翱) como primer virrey.
En 1465, el emperador Chenghua nombró a Han Yong (韓雍) como Censor Jefe de la Izquierda y virrey de Liangguang. El cargo fue formalizado en 1469, y la sede administrativa del virreinato se radicó en Wuzhou, Guangxi.
En 1536, durante el reinado del emperador Jiajing, el virrey Qian Rujing (錢如京) creó una nueva rama administrativa para su provincia, y movió su sede a la ciudad de Zhaoqing, Guangdong. En 1564, durante el mandato de Wu Guifang (吳桂芳), la sede del gobierno volvió a Wuzhou.

### Dinastía Qing
Tras la conquista manchú de China, en 1644 el emperador Shunzhi de la dinastía Qing volvió a instituir el cargo. Al principio se le llamón "virrey de Guangdong" (廣東總督), pese a que su jurisdicción incluía Guangxi. Su sede se situó inicialmente en la ciudad de Cantón, pero en 1655 volvió a trasladarse a Wuzhou.
En 1663, durante el reinado de Kangxi, el cargo fue dividido en dos: el virrey de Guangdong y el virrey de Gaungxi. La sede del virrey de Guangdong se trasladó a Lianzhou (廉州; en la actualidad Hepu, Guangxi). Un año después, Kangxi fusionó de nuevo ambos cargos, que pasaron a ser conocidos como el virrey de Liangguang, y trasladó la sede del virrey de vuelta a Zhaoqing.
La división del cargo volvió a ocurrir en 1723 durante el reinado de Yongzheng, pero al año siguiente los cargos fueron fusionados de nuevo. En 1729, durante la rebelión miao, el emperador puso a Gaungxi bajo la jurisdicción del virrey de Yun-Gui para facilitar la coordinación de las operaciones militares contra los rebeldes. En 1734, Guangdong y Guangxi fueron fusionadas de nuevo, y puestas a cargo del virrey de Liangguang. Esta situación se mantuvo hasta 1905. En 1746, el emperador Qianlong trasladó de forma permanente la sede del cargo a Cantón, a fin de facilitar la supervisión del comercio con occidente y el Sistema de Cantón. Durante el reinado del emperador Guangxu, el virrey de Liangguang actuó asimismo como gobernador provincial de Cantón.

## Lista de virreyes de Liangguang

### Dinastía Ming
| #  | Nombre               | Retrato | Inicio del mandato | Fin del mandato | Observaciones |
| -- | -------------------- | ------- | ------------------ | --------------- | --- |
| 1  | Wang Ao王翱          |         | 1452               | 1453            | Ascendido a Secretario de Personal                                                                                |
| 2  | Han Yong韓雍         |         | 1465               |                 | A la vez Censor en Jefe de la Izquierda                                                                           |
| 3  | Qin Hong秦紘         |         | 1489               | 1495            | A la vez Censor en Jefe de la Derecha; posteriormente degradado.                                                  |
| 4  | Deng Tingzan鄧廷瓚   |         | 1495               | 1497            | A la vez Gobernador provincial de Cantón; posteriormente ascendido a Censor en Jefe de la Izquierda               |
| 5  | Pan Fan潘蕃          |         | 1501               | 1506            | A la vez Censor en Jefe de la Derecha; posteriormente ascendido a Censor en Jefe de la Izquierda                  |
| 6  | Xiong Xiu熊繡        |         | 1506               | 1514            | A la vez Vice Censor en Jefe de la Derecha; posteriormente ascendido a Censor en Jefe de Nankín                   |
| 7  | Zhou Nan周南         |         | 1514               | 1515            | Retired |
| 8  | Chen Jin陳金         |         | 1515               | 1519            | Ascendido a Censor en Jefe                                                                                        |
| 9  | Zhang Ding張嵿       |         | 1522               | 1525            | A la vez Censor en Jefe de la Derecha; posteriormente ascendido a Censor en Jefe de Nankín and Secretary of Works |
| 10 | Yao Mo姚鏌           |         | 1525               | 1527            | A la vez Censor en Jefe de la Derecha                                                                             |
| 11 | Wang Shouren王守仁   |         | 1527               | 1529            | A la vez Secretario de Defensa en Nanjing y Censor de la Izquierda                                                |
| 12 | Zhang Jing張經       |         | 1537               | 1544            | Ascendido a Vicesecretario de Defensa de la Izquierda                                                             |
| 13 | Tao Xie陶諧          |         |                    |                 | A la vez Vicesecretario de Defensa de la Derecha                                                                  |
| 14 | Bao Xiangxian鮑象賢  |         |                    |                 | A la vez Vicesecretario de Defensa de la Derecha                                                                  |
| 15 | Zhang Yue張岳        |         | 1544               | 1545            | A la vez Vice Censor en Jefe de la Derecha                                                                        |
| 16 | Wu Guifang吳桂芳     |         | 1563               | 1566            | A la vez Vicesecretario de Defensa de la Derecha                                                                  |
| 17 | Tan Lun譚綸          |         | 1567               | 1568            | |
| 18 | Zhang Han張瀚        |         | 1568               | 1569            | A la vez Vicesecretario de Defensa de la Izquierda y Censor en Jefe de la Derecha                                 |
| 19 | Liu Tao劉燾          |         | 1569               | 1570            | A la vez Vicesecretario de Defensa de la Izquierda y Censor en Jefe de la Derecha                                 |
| 20 | Li Qian李遷          |         | 1570               | 1571            | A la vez Vicesecretario de Defensa de la Derecha y Censor en Jefe                                                 |
| 21 | Yin Zhengmao殷正茂   |         | 1571               | 1575            | A la vez Secretario de Defensa en Nanjing                                                                         |
| 22 | Ling Yunyi凌雲翼     |         | 1575               | 1578            | A la vez Vicesecretario de Defensa de la Izquierda y Censor en Jefe de la Derecha                                 |
| 23 | Liu Yaohui劉堯誨     |         |                    |                 | A la vez Vicesecretario de Defensa de la Derecha y Censor en Jefe de la Derecha                                   |
| 24 | Chen Rui陳瑞         |         | 1582               | 1583            | A la vez Secretario de Defensa y Censor en Jefe de la Derecha                                                     |
| 25 | Guo Yingping郭應聘   |         | 1583               | 1584            | A la vez Secretario de Defensa                                                                                    |
| 26 | Wu Wenhua吳文華      |         | 1584               | 1587            | A la vez Vicesecretario de Defensa de la Derecha y Censor en Jefe de la Derecha                                   |
| 27 | Wu Shan吳善          |         | 1587               | 1588            | A la vez Vicesecretario de Defensa de la Derecha                                                                  |
| 28 | Liu Jiwen劉繼文      |         | 1588               | 1591            | A la vez Vicesecretario de Defensa de la Derecha                                                                  |
| 29 | Xiao Yan蕭彥         |         | 1591               | 1592            | A la vez Vice Censor en Jefe de la Derecha                                                                        |
| 30 | Chen Ju陳榘          |         | 1593               | 1594            | A la vez Vicesecretario de Ingresos de la Derecha                                                                 |
| 31 | Chen Dake陳大科      |         | 1595               | 1598            | A la vez Vicesecretario de Defensa de la Derecha                                                                  |
| 32 | Dai Yao戴耀          |         | 1598               | 1609            | A la vez Secretario de Defensa y Vice Censor en Jefe de la Derecha                                                |
| 33 | Zhang Minggang張鳴岡 |         | 1610               | 1614            | A la vez Vicesecretario de Defensa de la Derecha y Censor en Jefe de la Derecha                                   |
| 34 | Zhou Jiamo周嘉謨     |         | 1615               | 1617            | A la vez Gobernador Provincial de Yunna                                                                           |
| 35 | Xu Honggang許宏鋼    |         | 1618               | 1620            | A la vez Vicesecretario de Defensa de la Derecha y Censor en Jefe de la Derecha                                   |
| 36 | Chen Bangzhan陳邦瞻  |         | 1620               | 1621            | A la vez Vicesecretario de Defensa de la Derecha                                                                  |
| 37 | Hu Yingtai胡應台     |         | 1621               | 1624            | A la vez Vicesecretario de Defensa de la Derecha y Censor en Jefe de la Derecha                                   |
| 38 | He Shijin何士晉      |         | 1624               | 1625            | A la vez Vicesecretario de Defensa de la Derecha y Censor en Jefe de la Derecha                                   |
| 39 | Shang Zhouzuo商周祚  |         | 1625               | 1626            | A la vez Vicesecretario de Defensa de la Derecha y Censor en Jefe de la Derecha                                   |
| 40 | Li Fengjie李逢節     |         | 1627               | 1628            | A la vez Vicesecretario de Defensa de la Derecha y Censor en Jefe de la Derecha                                   |
| 41 | Wang Zunde王尊德     |         | 1628               | 1631            | A la vez Vicesecretario de Defensa de la Derecha; falleció ocupando el cargo                                      |
| 42 | Wang Yehao王業浩     |         | 1631               | 1632            | A la vez Vicesecretario de Defensa de la Derecha y Censor en Jefe de la Derecha                                   |
| 43 | Xiong Wencan熊文燦   |         | 1632               | 1637            | A la vez Vicesecretario de Defensa de la Derecha y Censor en Jefe de la Derecha                                   |
| 44 | Zhang Jingxin張鏡心  |         | 1637               | 1641            | A la vez Vicesecretario de Defensa de la Derecha                                                                  |
| 45 | Shen Youlong沈猶龍   |         | 1641               | 1644            | A la vez Vicesecretario de Defensa de la Derecha                                                                  |

#### Dinastía Ming del sur
| #  | Nombre              | Retrato | Inicio del mandato    | Fin del mandato       | Observaciones                                                                                          |
| -- | ------------------- | ------- | --------------------- | --------------------- | --- |
| 46 | Ding Kuichu丁魁楚   |         | 1644                  | 1644                  | A la vez Vicesecretario de Defensa de la Derecha                                                       |
| 47 | Wang Huacheng王化澄 |         | 1646                  | 1646                  | A la vez Gobernador Provincial de Guangdong                                                            |
| 48 | Lin Jiading林佳鼎   |         | de febrero de 1646    | 1647                  | |
| 49 | Zhu Zhijian朱治澗   |         | 1647                  | 1647                  | A la vez Vicesecretario de Defensa                                                                     |
| 50 | Li Chengdong李成棟  |         | 1648                  | de abril de 1649      | |
| 51 | Li Qipeng李棲鵬     |         | de abril de 1649      | de abril de 1649      | |
| 52 | Yan Keyi閻可義      |         | de agosto de 1649     | de agosto de 1649     | Murió en el cargo                                                                                      |
| 53 | Li Jianjie李建捷    |         | de septiembre de 1649 | de septiembre de 1649 | |
| 54 | Luo Chengyao羅承耀  |         | de septiembre de 1649 | de septiembre de 1649 | |
| 55 | Du Yunhe杜允和      |         | de octubre de 1649    | 1650                  | Huyó de Cantón cuando la ciudad cayó en manos de las tropas Qing lideradas por Shang Kexi y Geng Jimao |
| 56 | Lian Chengbi連城璧  |         | 1650                  | 1659                  | |

### Dinastía Qing
| #                                                                                   | Name                              | Portrait | Start of term            | End of term              | Notes |
| ----------------------------------------------------------------------------------- | --------------------------------- | -------- | ------------------------ | ------------------------ | --- |
| Virrey de Guangdong(incluyendo Guangxi) (1644–1661)                                 |                                   |          |                          |                          | |
|                                                                                     |                                   |          | 1644                     | 15 de junio de 1647      | Vacante |
| 1                                                                                   | Tong Yangjia佟養甲                |          | 15 de junio de 1647      | 1651                     | |
|                                                                                     |                                   |          | 1651                     | 12 de julio de 1653      | Vacante |
| 2                                                                                   | Li Shuaitai李率泰                 |          | 12 de julio de 1653      | 16 de marzo de 1656      | |
| 3                                                                                   | Wang Guoguang王國光               |          | 16 de marzo de 1656      | 10 de julio de 1658      | |
| 4                                                                                   | Li Qifeng李棲鳳                   |          | 10 de julio de 1658      | 2 de noviembre de 1661   | |
| Virrey de Guangdong(1661–1665)                                                      |                                   |          |                          |                          | |
| 5                                                                                   | Li Qifeng李棲鳳                   |          | 2 de noviembre de 1661   | 2 de abril de 1665       | |
| 6                                                                                   | Lu Xingzu盧興祖                   |          | 2 de abril de 1665       | 4 de julio de 1665       | |
| Virrey de Guangxi(1661–1665)                                                        |                                   |          |                          |                          | |
|                                                                                     | Yu Shiyue于時躍                   |          | 1661                     | 1663                     | |
|                                                                                     | Qu Jinmei屈盡美                   |          | 1663                     | 1665                     | |
| Virrey de Liangguang(1665–1723)                                                     |                                   |          |                          |                          | |
| 7                                                                                   | Lu Xingzu盧興祖                   |          | 4 de julio de 1665       | 30 de diciembre de 1667  | |
| 8                                                                                   | Zhou Youde周有德                  |          | 30 de enero de 1668      | 6 de febrero de 1670     | |
| 9                                                                                   | Jin Guangzu[cita requerida]金光祖 |          | 6 de marzo de 1668       | 1 de febrero de 1682     | |
| 10                                                                                  | Wu Xingzuo吳興祚                  |          | 1 de febrero de 1682     | 8 de agosto de 1689      | |
| 11                                                                                  | Shi Lin石琳                       |          | 19 de agosto de 1682     | 17 de diciembre de 1702  | |
| 12                                                                                  | Guo Shilong郭世隆                 |          | 17 de diciembre de 1702  | 23 de enero de 1707      | |
| 13                                                                                  | Zhao Hongcan趙弘燦                |          | 30 de enero de 1707      | 19 de noviembre de 1716  | |
| 14                                                                                  | Yang Lin楊琳                      |          | 25 de noviembre de 1716  | 9 de septiembre de 1723  | |
| Virrey de Guangdong(1723–1724)                                                      |                                   |          |                          |                          | |
| 15                                                                                  | Yang Lin楊琳                      |          | 9 de septiembre de 1723  | 26 de abril de 1724      | |
| Virrey de Guangxi(1723–1724)                                                        |                                   |          |                          |                          | |
|                                                                                     | Kong Yuxun孔毓珣                  |          | 1723                     | 1724                     | |
| Virrey de Liangguang(1724–1728)                                                     |                                   |          |                          |                          | |
| 16                                                                                  | Kong Yuxun孔毓珣                  |          | 26 de abril de 1724      | 11 de noviembre de 1728  | |
| Virrey de Guangdong(Guangxi bajo la jurisdicción del virrey de Yun-Gui) (1728–1734) |                                   |          |                          |                          | |
| 17                                                                                  | Kong Yuxun孔毓珣                  |          | 11 de noviembre de 1728  | 29 de marzo de 1729      | |
| 18                                                                                  | Hao Yulin郝玉麟                   |          | 29 de marzo de 1729      | 21 de marzo de 1732      | |
|                                                                                     | Zhang Pu張溥                      |          | 14 de octubre de 1731    | 25 de febrero de 1732    | En funciones |
|                                                                                     | Omida鄂彌達                       |          | 21 de marzo de 1732      | 17 de octubre de 1732    | En funciones |
| 19                                                                                  | Omida鄂彌達                       |          | 21 de marzo de 1732      | 5 de enero de 1735       | |
| Virrey de Liangguang(1734–1905)                                                     |                                   |          |                          |                          | |
| 20                                                                                  | Omida鄂彌達                       |          | 5 de enero de 1735       | 30 de agosto de 1738     | |
| 21                                                                                  | Martai馬爾泰                      |          | 30 de agosto de 1738     | 10 de agosto de 1744     | |
|                                                                                     | Qingfu慶復                        |          | 28 de mayo de 1741       | 28 de enero de 1743      | En funciones |
|                                                                                     | Ts'ereng策楞                      |          | 28 de enero de 1743      | 17 de julio de 1743      | En funciones |
| 22                                                                                  | Nasutu那蘇圖                      |          | 10 de agosto de 1744     | 14 de mayo de 1745       | |
| 23                                                                                  | Ts'ereng策楞                      |          | 14 de mayo de 1745       | 28 de octubre de 1748    | |
| 24                                                                                  | Yengišan尹繼善                    |          | 28 de octubre de 1748    | 24 de noviembre de 1748  | |
| 25                                                                                  | Šose碩色                          |          | 24 de noviembre de 1748  | 9 de febrero de 1750     | |
| 26                                                                                  | Chen Dashou陳大受                 |          | 9 de febrero de 1750     | 14 de noviembre de 1751  | |
| 27                                                                                  | Arigun阿里袞                      |          | 14 de noviembre de 1751  | 24 de febrero de 1753    | |
|                                                                                     | Bandi班第                         |          | 16 de octubre de 1753    | 3 de mayo de 1754        | En funciones |
| 28                                                                                  | Ts'ereng策楞                      |          | 16 de octubre de 1753    | 3 de mayo de 1754        | |
| 29                                                                                  | Yang Yingju楊應琚                 |          | 3 de mayo de 1754        | 31 de agosto de 1757     | |
| 30                                                                                  | Henian鶴年                        |          | 31 de agosto de 1757     | 14 de enero de 1758      | |
|                                                                                     | Li Shiyao李侍堯                   |          |                          |                          | En funciones |
| 31                                                                                  | Chen Hongmou陳弘謀                |          | 14 de enero de 1758      | 27 de mayo de 1758       | |
| 32                                                                                  | Li Shiyao李侍堯                   |          | 27 de mayo de 1758       | 27 de mayo de 1761       | |
| 33                                                                                  | Suchang蘇昌                       |          | 27 de mayo de 1761       | 22 de julio de 1764      | |
| 34                                                                                  | Li Shiyao李侍堯                   |          | 22 de julio de 1764      | 25 de febrero de 1777    | |
|                                                                                     | Yang Tingzhang楊廷璋              |          | 22 de julio de 1765      | 24 de abril de 1767      | En funciones |
| 35                                                                                  | Yang Jingsu楊景素                 |          | 25 de febrero de 1777    | 19 de marzo de 1778      | |
| 36                                                                                  | Guilin桂林                        |          | 19 de marzo de 1778      | 11 de enero de 1780      | |
| 37                                                                                  | Bayansan巴延三                    |          | 11 de enero de 1780      | 20 de febrero de 1784    | |
| 38                                                                                  | Shuchang舒常                      |          | 20 de febrero de 1784    | 26 de febrero de 1785    | |
|                                                                                     | Sun Shiyi孫士毅                   |          | 26 de febrero de 1785    | 1 de septiembre de 1785  | En funciones |
| 39                                                                                  | Fulehun富勒渾                     |          | 1 de septiembre de 1785  | 23 de mayo de 1786       | |
| 40                                                                                  | Sun Shiyi孫士毅                   |          | 23 de mayo de 1786       | 19 de febrero de 1789    | |
| 41                                                                                  | Fuk'anggan福康安                  |          | 19 de febrero de 1789    | 14 de septiembre de 1793 | |
| 42                                                                                  | Changlin長麟                      |          | 14 de septiembre de 1793 | 5 de julio de 1796       | |
| 43                                                                                  | Zhu Gui朱珪                       |          | 5 de julio de 1796       | 29 de septiembre de 1796 | |
| 44                                                                                  | Jiqing吉慶                        |          | 29 de septiembre de 1796 | 17 de diciembre de 1802  | |
| 45                                                                                  | Changlin長麟                      |          | 17 de diciembre de 1802  | 26 de enero de 1803      | |
|                                                                                     | Hutuli瑚圖禮                      |          |                          |                          | En funciones |
| 46                                                                                  | Wesibu倭什布                      |          | 26 de enero de 1803      | 30 de enero de 1805      | |
| 47                                                                                  | Nayancheng那彥成                  |          | 30 de enero de 1805      | 12 de diciembre de 1805  | |
| 48                                                                                  | Wu Xiongguang吳熊光               |          | 12 de diciembre de 1805  | 6 de enero de 1809       | |
| 49                                                                                  | Yongbao永保                       |          | 6 de enero de 1809       | 20 de febrero de 1809    | |
| 50                                                                                  | Bailing百齡                       |          | 20 de febrero de 1809    | 16 de febrero de 1811    | |
| 51                                                                                  | Songyun松筠                       |          | 16 de febrero de 1811    | 5 de noviembre de 1811   | |
| 52                                                                                  | Jiang Youxian蔣攸銛               |          | 5 de noviembre de 1811   | 22 de octubre de 1817    | |
| 53                                                                                  | Ruan Yuan阮元                     |          | 22 de octubre de 1817    | 22 de junio de 1826      | |
| 54                                                                                  | Li Hongbin李鴻賓                  |          | 22 de junio de 1826      | 14 de septiembre de 1832 | |
| 55                                                                                  | Lu Kun盧坤                        |          | 14 de septiembre de 1832 | 15 de octubre de 1835    | |
| 56                                                                                  | Deng Tingzhen鄧廷楨               |          | 15 de octubre de 1835    | 21 de enero de 1840      | |
| 57                                                                                  | Lin Zexu林則徐                    |          | 21 de enero de 1840      | 3 de octubre de 1840     | |
|                                                                                     | Yiliang怡良                       |          | 28 de septiembre de 1840 | 4 de diciembre de 1840   | En funciones |
| 58                                                                                  | Qishan琦善                        |          | 4 de diciembre de 1840   | 26 de febrero de 1841    | |
| 59                                                                                  | Qi Gong祁𡎴                       |          | 26 de febrero de 1841    | 19 de marzo de 1844      | |
| 60                                                                                  | Keying耆英                        |          | 19 de marzo de 1844      | 4 de julio de 1848       | |
|                                                                                     | Xu Guangjin徐廣縉                 |          | 3 de febrero de 1848     | 4 de julio de 1848       | En funciones |
| 61                                                                                  | Xu Guangjin徐廣縉                 |          | 4 de julio de 1848       | 7 de septiembre de 1852  | |
| 62                                                                                  | Ye Mingchen葉名琛                 |          | 7 de septiembre de 1852  | 26 de enero de 1858      | Durante la segunda guerra del Opio, fue hecho prisionero de guerra por los británicos en 1856 y trasladado a la India, donde murió de fiebres. |
| 63                                                                                  | Huang Zonghan黃宗漢               |          | 26 de enero de 1858      | 4 de mayo de 1859        | |
| 64                                                                                  | Wang Qingyun王慶雲                |          | 4 de mayo de 1859        | 7 de octubre de 1859     | |
|                                                                                     | Bogui柏貴                         |          | 4 de mayo de 1859        | 21 de mayo de 1859       | En funciones |
|                                                                                     | Lao Chongguang勞崇光              |          | 21 de mayo de 1859       | 7 de octubre de 1859     | En funciones |
| 65                                                                                  | Lao Chongguang勞崇光              |          | 7 de octubre de 1859     | 17 de octubre de 1862    | |
| 66                                                                                  | Liu Changyou劉長佑                |          | 17 de octubre de 1862    | 14 de febrero de 1863    | |
|                                                                                     | Yan Duanshu晏端書                 |          | 14 de febrero de 1863    | 6 de julio de 1863       | En funciones |
| 67                                                                                  | Mao Hongbin毛鴻賓                 |          | 6 de julio de 1863       | 7 de marzo de 1865       | |
|                                                                                     | Wu Tang吳棠                       |          | 7 de marzo de 1865       | 13 de marzo de 1865      | En funciones |
| 68                                                                                  | Ruilin瑞麟                        |          | 13 de marzo de 1865      | 17 de octubre de 1874    | |
|                                                                                     | Ruilin瑞麟                        |          | 13 de marzo de 1865      | 25 de septiembre de 1866 | En funciones |
| 69                                                                                  | Yinghan英翰                       |          | 17 de octubre de 1874    | 2 de septiembre de 1875  | |
|                                                                                     | Zhang Zhaodong張兆棟              |          | 17 de octubre de 1874    | 31 de marzo de 1875      | En funciones |
| 70                                                                                  | Liu Kunyi劉坤一                   |          | 2 de septiembre de 1875  | 27 de diciembre de 1879  | |
|                                                                                     | Yukuan裕寬                        |          | 18 de diciembre de 1878  | 27 de diciembre de 1879  | En funciones |
| 71                                                                                  | Zhang Shusheng張樹聲              |          | 27 de diciembre de 1879  | 19 de abril de 1882      | |
|                                                                                     | Yukuan裕寬                        |          | 27 de diciembre de 1879  | 20 de mayo de 1880       | En funciones |
|                                                                                     | Yukuan裕寬                        |          | 19 de abril de 1882      | 6 de mayo de 1882        | En funciones |
| 72                                                                                  | Zeng Guoquan曾國荃                |          | 6 de mayo de 1882        | 13 de julio de 1883      | |
| 73                                                                                  | Zhang Shusheng張樹聲              |          | 13 de julio de 1883      | 22 de mayo de 1884       | |
| 74                                                                                  | Zhang Zhidong張之洞               |          | 22 de mayo de 1884       | 8 de agosto de 1889      | |
| 75                                                                                  | Li Hanzhang李瀚章                 |          | 8 de agosto de 1889      | 13 de abril de 1895      | |
| 76                                                                                  | Tan Zhonglin譚鍾麟                |          | 16 de abril de 1895      | 19 de diciembre de 1899  | |
|                                                                                     | Deshou德壽                        |          | 19 de diciembre de 1899  | 24 de mayo de 1900       | En funciones |
| 77                                                                                  | Li Hongzhang李鴻章                |          | 24 de mayo de 1900       | 9 de julio de 1900       | |
|                                                                                     | Deshou德壽                        |          | 9 de julio de 1900       | 16 de septiembre de 1900 | En funciones |
| 78                                                                                  | Lu Chuanlin鹿傳霖                 |          | 16 de septiembre de 1900 | 26 de septiembre de 1900 | |
| 79                                                                                  | Tao Mo陶模                        |          | 26 de septiembre de 1900 | 2 de julio de 1902       | |
|                                                                                     | Deshou德壽                        |          | 3 de julio de 1902       | 18 de abril de 1903      | |
| 80                                                                                  | Cen Chunxuan岑春煊                |          | 18 de abril de 1903      | 23 de julio de 1905      | |
| Virrey de Liangguang and y gobernador provincial de Guangdong(1905–1911)            |                                   |          |                          |                          | |
| 81                                                                                  | Cen Chunxuan岑春煊                |          | 23 de julio de 1905      | 11 de septiembre de 1906 | |
| 82                                                                                  | Zhou Fu周馥                       |          | 11 de septiembre de 1906 | 28 de mayo de 1907       | |
| 83                                                                                  | Cen Chunxuan岑春煊                |          | 28 de mayo de 1907       | 12 de agosto de 1907     | |
| 84                                                                                  | Zhang Renjun張人駿                |          | 12 de agosto de 1907     | 28 de junio de 1909      | |
|                                                                                     | Yuan Shuxun袁樹勛                 |          | 28 de junio de 1909      | 29 de octubre de 1910    | En funciones |
|                                                                                     | Zengqi增祺                        |          | 29 de octubre de 1910    | 14 de abril de 1911      | En funciones |
| 85                                                                                  | Zhang Mingqi張鳴岐                |          | 4 de abril de 1911       | 8 de noviembre de 1911   | |
| 86                                                                                  | Li Zhun李準                       |          | 26 de noviembre de 1911  |                          | Nunca tomó posesión |
|                                                                                     | Lu Rongting陸榮廷                 |          | de julio de 1917         | de julio de 1917         | Durante la restauración manchú |

### Citas
1. ↑  Wong, J.Y. (1976). Yeh Ming-ch'en: Viceroy of Liang Kuang 1852-8. CUP Archive. ISBN 978-0-521-21023-2.